# Blowin' in the Wind
„Blowin' in the Wind“ je píseň amerického písničkáře Boba Dylana. Je úvodní písní jeho druhé desky The Freewheelin' Bob Dylan (1963). Roku 1994 byla uvedena do Síně slávy ceny Grammy a později byla časopisem Rolling Stone zařazena na 14. příčku žebříčku 500 nejlepších písní všech dob. Rovněž byla zařazena do seznamu Skladeb století, který sestavila organizace RIAA.
Píseň nazpívalo trio Peter, Paul and Mary. Kanadský hudebník Neil Young vydal svou koncertní verzi písně na albu Weld (1991). Mezi další hudebníky, kteří vydali své verze písně, patří například Stevie Wonder, Marlene Dietrichová (s německým textem) či Glen Campbell (instrumentální verze). V podání zpěvačky Joan Baez byla použita na soundtracku k filmu Forrest Gump.

## České coververze
- Pod názvem „Jen vítr to ví a mlčí dál“ s textem Zdeňka Borovce ji v roce 1965 nazpívala Judita Čeřovská
- Pod názvem „Vítr to ví“ s textem Ivo Fischera ji v roce 1968 nazpíval Waldemar Matuška
- Pod názvem „Jen vítr to ví“ s textem Oskara Mana ji v roce 1973 nazpíval Bob Frídl